# André Beauducel
André Beauducel (* 1965) ist ein deutscher Psychologe.

## Leben
Nach dem Besuch der Friedrich-Ebert-Oberschule (1978–1983) studierte er von 1984 bis 1990 Psychologie an der FU Berlin. Nach der Promotion 1996 an der FU Berlin und der Habilitation 2002 an der TU Dresden war er von 2002 bis 2004 Oberassistent am Lehrstuhl Psychologie II der Universität Mannheim. Von 2004 bis 2006 vertrat er eine Professur für Differentielle und Diagnostische Psychologie an der Helmut-Schmidt-Universität. Von 2006 bis 2009 lehrte er als
Professor für Differentielle Psychologie und Psychologische Diagnostik an der Helmut-Schmidt-Universität. Von 2009 bis 2011 war er Professor für Differentielle Psychologie und Psychologische Diagnostik an der Universität Hamburg. Seit 2011 ist er Professor für Psychologische Methodenlehre und Psychologische Diagnostik an der Universität Bonn.
Seine Forschungsinteressen sind Struktur der Intelligenz, psychometrische Persönlichkeitsmerkmale, experimentelle und psychophysiologische Persönlichkeitsforschung und explorative und konfirmatorische Faktorenanalyse.